# 登茨林根
登茨林根（德語：Denzlingen，發音：[ˈdɛntslɪŋən]）是德国巴登-符腾堡州弗赖堡行政区埃门丁根县的市镇，面积16.94平方千米，2023年12月31日人口为13,899人。